# フランクリン郡 (アラバマ州)
フランクリン郡（フランクリンぐん、英: Franklin County）はアメリカ合衆国アラバマ州にある郡である。郡の名称は著名な政治家、科学者及び印刷業者である、ベンジャミン・フランクリンに敬意を表して付けられた。2000年現在の人口は31,223人である。郡庁所在地はラッセルビルであり、ここは酒類が禁じられた禁酒郡である。

## 歴史
フランクリン郡は1818年2月6日に設立された。

## 地理
アメリカ合衆国統計局によると、この郡は総面積1,674 km2 (647 mi2) である。このうち1,646 km2 (636 mi2) が陸地で28 km2 (11 mi2) が水地域である。総面積の1.68%が水地域となっている。

## 人口動勢

アラバマ州フランクリン郡の人口ピラミッド（2000年）

2000年現在の国勢調査で、この郡は人口31,223人、12,259世帯、8,949家族が暮らしている。人口密度は19人/km2（49人/mi2）である。平均密度8戸/km2（22戸/mi2）で13,749戸の住宅が建っている。この郡の人種構成は白人89.68%、アフリカ系アメリカ人4.21%、ネイティブ・アメリカン0.33%、アジア系0.11%、太平洋諸島系0.10%、その他の人種4.62%、及び混血0.96%である。人口の7.42%はヒスパニック及びラテン系である。
この郡内の住民は24.50%が18歳未満の未成年、18歳以上24歳以下が9.20%、25歳以上44歳以下が28.00%、45歳以上64歳以下が23.40%、及び65歳以上が14.90%にわたっている。中央値年齢は37歳である。女性100人ごとに対して男性は96.40人である。18歳以上の女性100人ごとに対して男性は92.80人である。
この郡の世帯ごとの平均的な収入は27,177米ドルであり、家族ごとの平均的な収入は34,274米ドルである。男性は27,497米ドルに対して女性は18,631米ドルの平均的な収入がある。この郡の一人当たりの収入 (per capita income) は14,814米ドルである。人口の18.90%及び家族の15.20%は貧困線以下である。全人口のうち18歳未満の24.60%及び65歳以上の24.10%は貧困線以下の生活を送っている。

## 都市及び町

### 市
- レッドベイ (Red Bay)
- ラッセルビル (Russellville)

### 町
- ホッジズ (Hodges)
- フィル・キャンベル (Phil Campbell)
- ビーナ (Vina)